# Матч всех звёзд НХЛ 1958
12-й матч матч всех звёзд НХЛ прошел 4 октября 1958 года в Монреале.
В четвёртый раз в истории матчей в поединке со «звёздами» встретился «Монреаль» и впервые «Канадиэнс» сумели одержать победу +1=1-2. Две шайбы забросил Морис Ришар. Нападающий хозяев Джеффрион получил травму груди и шеи после силового приёма Реда Келли из «Детройт Ред Уингз»